# Latrie

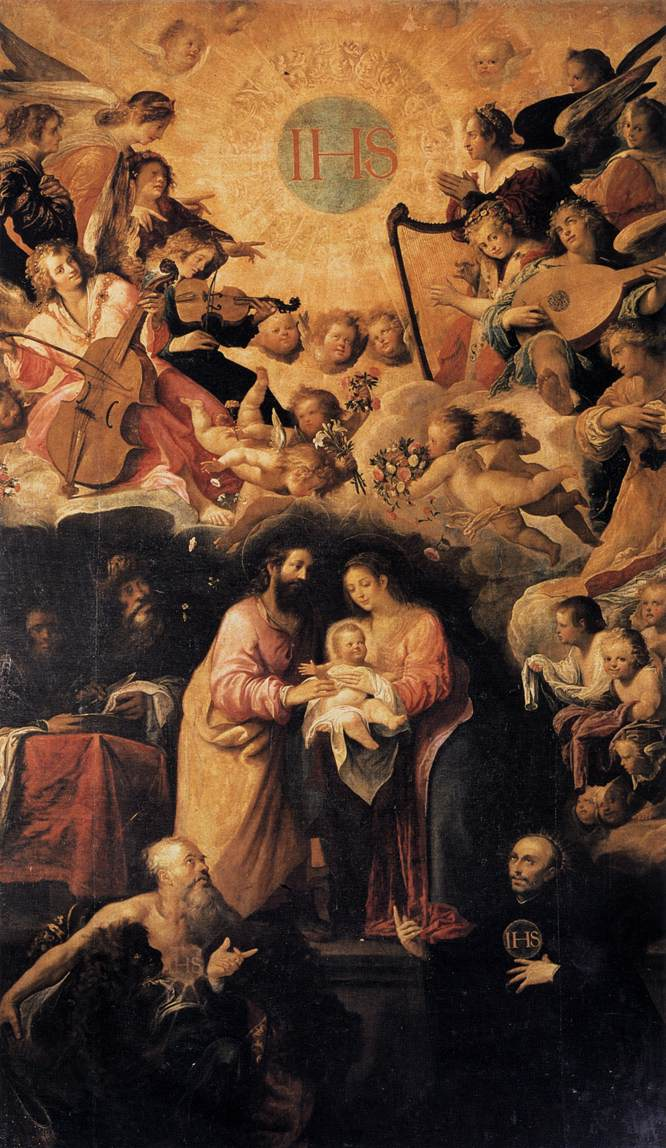
Die Anbetung des Heiligen Namens Jesu, Gemälde von Juan de Ruela (um 1604)

Die Latrie (lat. Latrīa, von gr. λατρεία, latreía; Adjektiv latrëutisch) bezeichnet in der Theologie der römisch-katholischen und der orthodoxen Kirchen die Anbetung, eine Form der Verehrung, die dem dreieinigen Gott vorbehalten ist.
Der griechische Begriff bedeutet ursprünglich „Dienstbarkeit“, „Knechtsdienst“ und wurde dann auf die kultische Verehrung übertragen. In der Apostelgeschichte (Apg 7,24 ) diente er noch als Bezeichnung für die Götzenverehrung. Bereits die Kirchenväter Hieronymus und Augustinus verwenden ihn ausschließlich für die Verehrung Gottes.
Der Kirchenlehrer Thomas von Aquin unterscheidet in seiner Summa theologica die latria von der dulia, der Verehrung, die den Heiligen entgegengebracht wird. Weiterhin unterscheidet die katholische Theologie von der latria noch die hyperdulia, die Verehrung, die der Jungfrau Maria entgegengebracht wird.
In der katholischen Kirche gilt die Latria auch dem Allerheiligsten, da es nach Lehre der Kirche Leib Christi ist, und findet ihren Ausdruck in der eucharistischen Anbetung. Im 16. Jahrhundert legte das Konzil von Trient fest, dass „alle Christgläubigen diesem heiligsten Sakrament bei der Verehrung gemäß dem in der katholischen Kirche stets gepflegten Brauche den Kult der Gottesverehrung, der dem wahren Gott geschuldet wird, erweisen sollen“.
Die orthodoxen Kirchen unterscheiden zwischen der Latria und der Proskynesis, der Verehrung, die Gottes Dienern und Symbolen, also auch verehrungswürdigen Personen wie Geistlichen und den Ikonen entgegengebracht wird.